# Pterothrissus gissu
Pterothrissus gissu är en fiskart som beskrevs av Hilgendorf, 1877. Pterothrissus gissu ingår i släktet Pterothrissus och familjen Albulidae. IUCN kategoriserar arten globalt som otillräckligt studerad. Inga underarter finns listade i Catalogue of Life.